# 니키 스톤
니콜 "니키" 스톤(영어: Nicole "Nikki" Stone, 1971년 2월 4일~)은 미국의 은퇴한 프리스타일 스키 선수로 주 종목은 에어리얼이다. 1998년 동계 올림픽에서 여자 에어리얼 부문 금메달을 획득했으며, 세계 선수권 대회에서 우승 1회를 차지했다.